# Serrat de Sant Silvestre
El Serrat de Sant Silvestre és una serra situada al municipi de Vallirana a la comarca del Baix Llobregat, amb una elevació màxima de 285 metres.